# ملیسا راوش
ملیسا آیوی راچ (به انگلیسی: Melissa Rauch) متولد ۲۳ ژوئن ۱۹۸۰ یک بازیگر و کمدین آمریکایی است. او بخاطر بازی نقش برنادت راستنکَوسکی در سریال کمدی موقعیت تئوری بیگ بنگ شبکه سی‌بی‌اس مشهور شد. او از فصل سوم به سریال اضافه شد.
از فیلم‌هایی که وی در آن نقش داشته است، می‌توان به شما اینجایید، هذیان‌گو و گروه رفقا اشاره کرد.